# Falus (monedă)

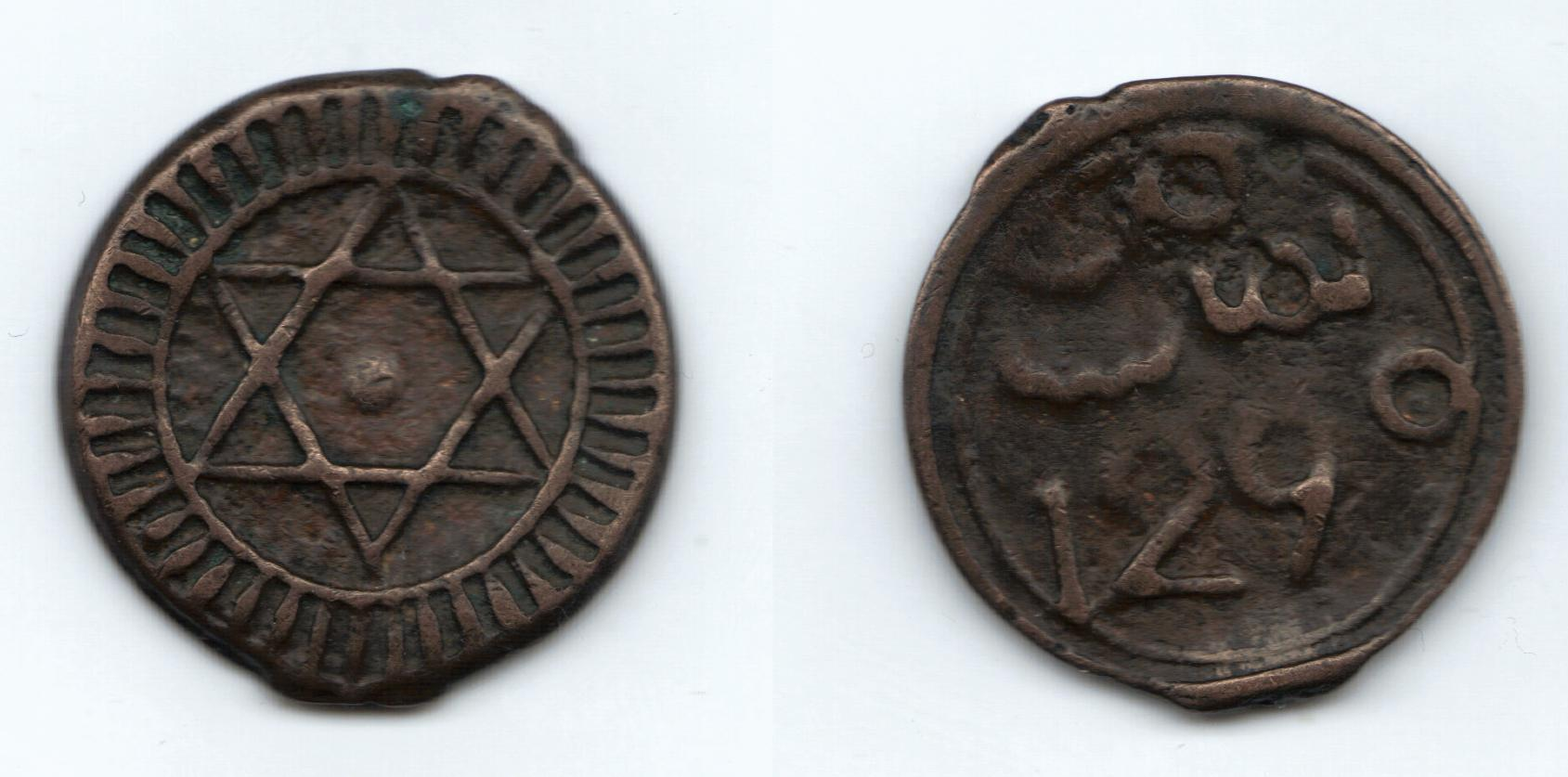
O monedă de 4 falus (1873). Diametru - 28mm. Bătută la Fes de către Mohammed al VI-lea (1802-1873), sultan al Marocului.

Falus a fost o monedă de bronz sau cupru, valută în Maroc.
Bătută între 1672–1901, cu valoare de ¼, ½, 1, 2, 3, 4, 6 și 8 falus, este înregistrată în Standard Catalog of World Coins.

## Identificare
În mod uzual monedele erau denominalizate mai ales după mărime decât după inscripție, și poate fi dificil de a le identifica cu precizie.

## Depreciere
Începând cu 1862, falusul a fost abandonat, oscilând valutar, în timp ce rata de schimb pentru dirham a fost fixă, ambele valute totuși rămânând în circulație paralelă: aceasta a dus la speculații valutare și la deprecierea falusului.